# Margaret Knighton
Marges Knighton, född den 14 februari 1955 i Sheffield i Storbritannien, är en nyzeeländsk ryttare.
Hon tog OS-brons i lagtävlingen i fälttävlan i samband med de olympiska ridsporttävlingarna 1988 i Seoul.